# TuRa 1899 Leipzig
Maillots
Le SV TuRa 1899 Leipzig fut un club sportif allemand localisé à Leipzig dans la Saxe.

## Histoire

Ancien logo du TuRa Leipzig

Le club fut fondé en 1932 sous l’appellation SV TuRa Leipzig. Il débuta dans la Leipziger Bezirksklasse.
En 1936, le cercle accéda à la Gauliga Sachsen et y resta jusqu’au terme de la saison 1941-1942. 
En novembre 1938, le club fusionna avec le Leipziger SV 1899 et prit le nom de TuRa 1899 Leipzig.
En 1943, le TuRa 1899 remonta en Gauliga. La même année il forma une association sportive de guerre (en Allemand: Kriegspielgemeischaft – KSG) avec le SpVgg 1899 Leipzig pour jouer sous le nom de KSG TuRa/SpVgg Leipzig.
En 1945, le club fut dissous par les Alliés, comme tous les clubs et associations allemands (voir Directive n°23).
Un grand nombre des membres de l’ancien SV Tura 1899 Leipzig rejoignit les rangs du FC Sachsen Leipzig qui fut reconstitué sous le nom de SG Leipzig-Leutzsch.